# Evarcha picta
Evarcha picta är en spindelart som beskrevs av Wesolowska, van Harten 2007. Evarcha picta ingår i släktet Evarcha och familjen hoppspindlar. Inga underarter finns listade i Catalogue of Life.